# Michail Antonio
Michail Gregory Antonio (Londres, Inglaterra, Reino Unido, 28 de marzo de 1990) es un futbolista británico-jamaicano que juega como delantero.

## Trayectoria
Empezó su carrera en octubre de 2008 con el Reading F. C. procedente de un equipo amateur. Durante su etapa en el club fue cedido en varias a ocasiones al Cheltenham Town F. C., Southampton F. C., Colchester United F. C. y Sheffield Wednesday F. C. A este último llegó en enero de 2012 y permaneció en él tras la cesión firmando un contrato de cuatro años. Cumplió la mitad de ellos, ya que en agosto de 2014 fue traspasado al Nottingham Forest F. C. Allí estuvo una única temporada porque el 1 de septiembre de 2015 se marchó al West Ham United F. C.
El 11 de julio de 2020 marcó todos los goles del triunfo por 0-4 ante el Norwich City F. C., siendo el primer jugador de los hammers en marcar cuatro tantos en un único partido en la Premier League y el primero desde 1981 en hacerlo en la máxima categoría del fútbol inglés. El 15 de agosto de 2021 igualó a Paolo Di Canio como el máximo goleador en la historia del club en la Premier League con 47 goles, superándolo ocho días después al ver puerta por partida doble ante el Leicester City F. C.
En diciembre de 2024 sufrió un accidente con el coche, en el que se rompió una pierna, y ya no volvió a jugar más con el equipo hasta la expiración de su contrato el siguiente mes de junio.

## Selección nacional
Es internacional absoluto con la selección de Jamaica. Debutó el 5 de septiembre de 2021 en un encuentro de clasificación para el Mundial 2022 ante Panamá que estos últimos ganaron por 0-3. El 12 de noviembre, en su segundo encuentro, marcó su primer gol en un partido ante El Salvador de la misma fase de clasificación.

### Participaciones en Copas América
| Torneo            | Sede           | Resultado    | Partidos | Goles |
| ----------------- | -------------- | ------------ | -------- | ----- |
| Copa América 2024 | Estados Unidos | Primera fase | 3        | 1     |

### Partidos internacionales
| 1. | 5 de septiembre de 2021 | Independence Park, Kingston                | Jamaica     | 0-3 | Panamá         |   | Clasificación Mundial 2022 | 70'                  |
| 2. | 12 de noviembre de 2021 | Estadio Cuscatlán, San Salvador            | El Salvador | 1-1 | Jamaica        | 1 | Clasificación Mundial 2022 | 74'                  |
| 3. | 16 de noviembre de 2021 | Independence Park, Kingston                | Jamaica     | 1-1 | Estados Unidos | 1 | Clasificación Mundial 2022 | Jugó todo el partido |
| 4. | 27 de enero de 2022     | Independence Park, Kingston                | Jamaica     | 1-2 | México         |   | Clasificación Mundial 2022 | 71'                  |
| 5. | 30 de enero de 2022     | Estadio Rommel Fernandez, Ciudad de Panamá | Panamá      | 3-2 | Jamaica        | 1 | Clasificación Mundial 2022 | Jugó todo el partido |
| 6. | 2 de febrero de 2022    | Independence Park, Kingston                | Jamaica     | 0-1 | Costa Rica     |   | Clasificación Mundial 2022 | 58'                  |

## Clubes
| Club                               | País       | Año       |
| ---------------------------------- | ---------- | --------- |
| Reading F. C.                      | Inglaterra | 2008-2012 |
| Cheltenham Town F. C. (cedido)     | Inglaterra | 2009      |
| Southampton F. C. (cedido)         | Inglaterra | 2009-2010 |
| Colchester United F. C. (cedido)   | Inglaterra | 2011      |
| Sheffield Wednesday F. C. (cedido) | Inglaterra | 2012      |
| Sheffield Wednesday F. C.          | Inglaterra | 2012-2014 |
| Nottingham Forest F. C.            | Inglaterra | 2014-2015 |
| West Ham United F. C.              | Inglaterra | 2015-2025 |

## Palmarés

### Títulos nacionales
| Título     | Club              | País       | Año  |
| ---------- | ----------------- | ---------- | ---- |
| EFL Trophy | Southampton F. C. | Inglaterra | 2010 |

### Títulos internacionales
| Título                             | Club                  | Sede  | Año  |
| ---------------------------------- | --------------------- | ----- | ---- |
| Liga Europa Conferencia de la UEFA | West Ham United F. C. | Praga | 2023 |